# Lúcio Míndio
Lúcio Míndio (em latim: Lucius Mindius; m. 85) foi um aristocrata romana de gente desconhecida da segunda metade do século I e conhecido por ter se casado com Matídia, sobrinha do futuro imperador romano Trajano.

## História
Sobre sua carreira anterior sabe-se apenas que Míndio era um senador de status consular. Em 84, ele se tornou o segundo marido de Matídia, recém-enviuvada do cônsul sufecto Lúcio Víbio Sabino, com quem ela teve uma filha, Víbia Sabina, esposa do imperador Adriano.
Em 85, o casal teve uma filha chamada Míndia Matídia, mais conhecida como Matídia Menor ou Matídia, a Jovem. Logo depois do nascimento dela Míndio faleceu e, no ano seguinte, Matídia casou-se com o cônsul Lúcio Rupílio Frúgio.